# Cantón de Bourg-la-Reine
El cantón de Bourg-la-Reine era una división administrativa francesa, que estaba situada en el departamento de Altos del Sena y la región de Isla de Francia.

## Composición
El cantón estaba formado por una comuna, más una fracción de otra comuna:
- Antony (fracción)
- Bourg-la-Reine

## Supresión del cantón de Bourg-la-Reine
En aplicación del Decreto nº 2014-256 de 26 de febrero de 2014, el cantón de Bourg-la-Reine fue suprimido el 22 de marzo de 2015 y sus 2 comunas pasaron a formar parte; una del nuevo cantón de agneux y otra del nuevo cantón de Antony.